# Liparia
Liparia là một chi thực vật có hoa thuộc họ Fabaceae.

## Các loài
Liparia comprises the following species:

### SectionDecussatae
- Liparia bonaespei A. L. Schutte
- Liparia boucheri E. G. H. Oliv. & Fellingham) A. L. Schutte
- Liparia calycina (L. Bolus) A. L. Schutte
- Liparia capitata Thunb.
- Liparia congesta A. L. Schutte
- Liparia laevigata (L.) Thunb.
- Liparia latifolia (Benth.) A. L. Schutte
- Liparia myrtifolia Thunb.
- Liparia rafnioides A. L. Schutte
- Liparia umbellifera Thunb.
- Liparia vestita Thunb.

### SectionLiparia
- Liparia angustifolia (Eckl. & Zeyh.) A. L. Schutte
- Liparia confusa A. L. Schutte
- Liparia genistoides (Lam.) A. L. Schutte
- †Liparia graminifolia L.[1]
- Liparia hirsuta Thunb.
- Liparia parva Vogel ex Walp.
- Liparia racemosa A. L. Schutte
- Liparia splendens (Burm. f.) Bos & de Wit
  - subsp. comantha (Eckl. & Zeyh.) Bos & de Wit
  - subsp. splendens (Burm. f.) Bos & de Wit
- Liparia striata A. L. Schutte

### Nomina Dubia
- Liparia hybrida Steud.
- Liparia opposita L.
- Liparia sericea (L.) E. Mey.